# Monobia scutellaris
Monobia scutellaris är en stekelart som beskrevs av Adolpho Ducke 1911. Monobia scutellaris ingår i släktet Monobia och familjen Eumenidae. Inga underarter finns listade i Catalogue of Life.